# Middenpartij voor Stad en Land

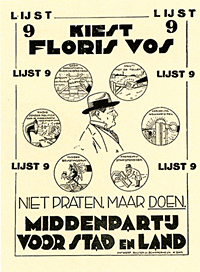
Verkiezingsaffiche van de Middenpartij voor Stad en Land 1929

De Middenpartij voor Stad en Land, die tussen 1929 en 1933 in de Tweede Kamer was vertegenwoordigd, streefde naar verhoging van de welvaart van de bevolking door het wegnemen van belemmeringen voor handel, nijverheid en landbouw. De partij richtte zich met name tegen tollen die nog op sommige wegen bestonden. Oprichter was Abraham Staalman, die al eerder in de Tweede Kamer de Middenstandspartij had vertegenwoordigd. Voorman was de Bussumse melkfabrikant Floris Vos.

## Beginselen
De belangrijkste programmapunten van de Middenpartij waren afschaffing van handelsbelemmeringen, bevordering van productieve werkverschaffing (en daardoor vermindering van uitgaven voor werkloosheidssteun), beperking van het aantal ambtenaren, bezuiniging op de overheidsuitgaven, afschaffing van diverse invoerbelastingen en accijnzen, verbod op politieke propaganda via de radio, invoering van een staatspensioen en internationale ontwapening.

## Voorman
De voorman van de Middenpartij was Floris Vos, die in 1929 een nogal persoonlijke getinte verkiezingsstrijd voerde. Hij leidde het protest tegen tolheffing voor automobilisten op de toen drukke weg tussen Amsterdam en het Gooi. Een door Vos georganiseerde blokkade leidde tot lange files en veel publiciteit. In de Tweede Kamer speelde hij geen opvallende rol.

## Electoraat
De Middenpartij haalde in 1929 bijna 40.000 stemmen (1,2%). De aanhang was het sterkst in omgeving van Amsterdam en in het Gooi.

## Splitsing en einde
Het aanvankelijke succes werd al spoedig overschaduwd door grote interne conflicten. In februari 1930 viel de partij uiteen in twee partijen die beide de naam "Middenpartij voor Stad en Land" voor zichzelf opeisten. De twee partijen, waarvan de een geleid werd door Staalman en de ander door J. H. Schultz van Haegen en Vos, leidden beide echter een spookbestaan. Aan de Tweede Kamerverkiezingen 1933 nam geen van de twee partijen deel.